# 782 Montefiore
782 Montefiore
782 Montefiore là một tiểu hành tinh ở vành đai chính. Nó được Johann Palisa phát hiện ngày 18.3.1914 ở Viên và được đặt theo tên Arthur Montefiore, thư ký của đoàn thám hiểm Bắc cực của Frederick George Jackson (1894–1898).